# Cruz (pieza heráldica)

Ejemplo de Cruz utilizada como pieza heráldica honorable.

En heráldica, la cruz es la pieza honorable obtenida de la combinación de la faja del palo, es decir aquella que ocupa la parte central del escudo desde su lado derecho al izquierdo y que lo atraviesa desde su parte superior hasta la inferior. Siempre es de color, metal o esmalte diferentes de los del campo. 
Para que una cruz pueda ser pieza honorable, sus brazos deben llegan hasta los bordes del escudo. En este caso la cruz es conocida como cruz plena, de lo contrario recibe el nombre de cruz abcisa o recortada. 
La cruz representa la espada del caballero, dándose en armería al combatiente que sacaba la espada teñida de sangre de sus enemigos. También proviene el traer las cruces en los escudos del tiempo de la Cruzadas, desde cuya época quedaron algunas familias con la cruz por armas, para denotar que habían estado en ellas, del modo que la llevaba cada nación. 
- la de los españoles era roja
- la de los franceses blanca
- la de los italianos azul
- la de los alemanes negra
- la de los sajones verde
- la de los ingleses de oro, amarilla y algunas veces roja
- los duques de Saboya tienen la cruz blanca por armas, en memoria de haber socorrido a Rodas, plaza de los caballeros de Malta contra los turcos que la tenían sitiada[1]

Para los heraldistas la cruz como pieza heráldica representa la senda hacia la divinidad, la defensa de la religión cristiana, el árbol de la vida y también es el símbolo de la espada de los caballeros. 